# Ocquerre
Ocquerre est une commune française située dans le département de Seine-et-Marne en région Île-de-France.

## Géographie

### Localisation

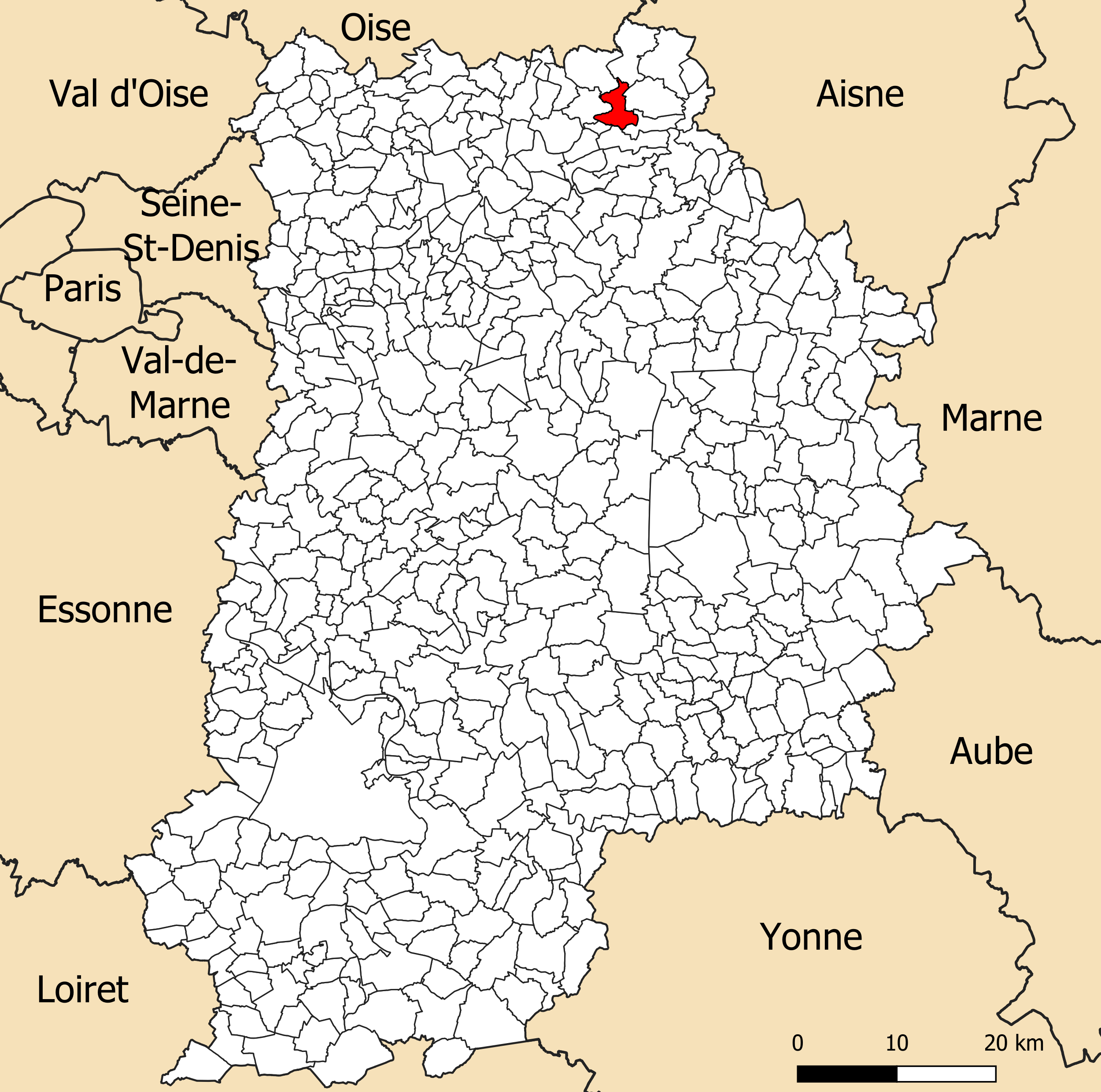
Localisation de la commune de Ocquerre dans le département de Seine-et-Marne

Ocquerre est située à 3 km au nord-est de Lizy-sur-Ourcq et à 7 km au sud de Crouy-sur-Ourcq.

### Communes limitrophes

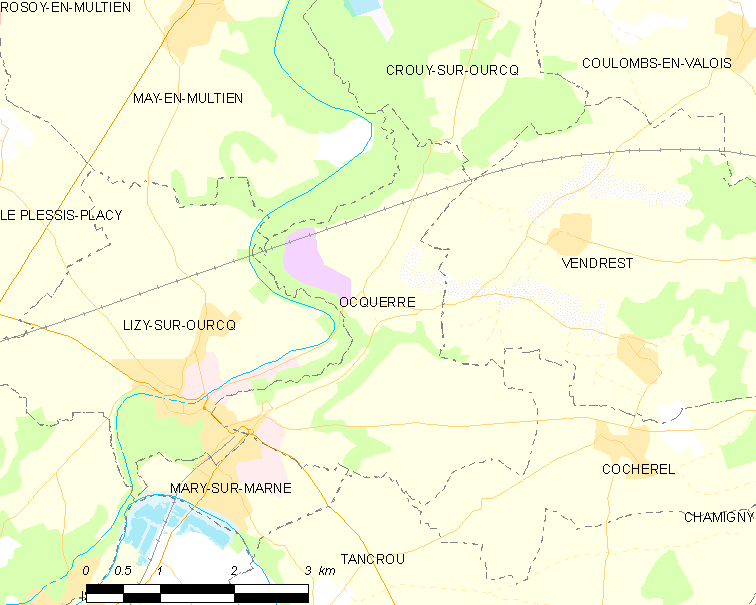
Carte des communes limitrophes de Ocquerre

| May-en-Multien | Crouy-sur-Ourcq | Vendrest |
| Lizy-sur-Ourcq | Ocquerre        |          |
| Mary-sur-Marne | Tancrou         | Cocherel |

### Hydrographie

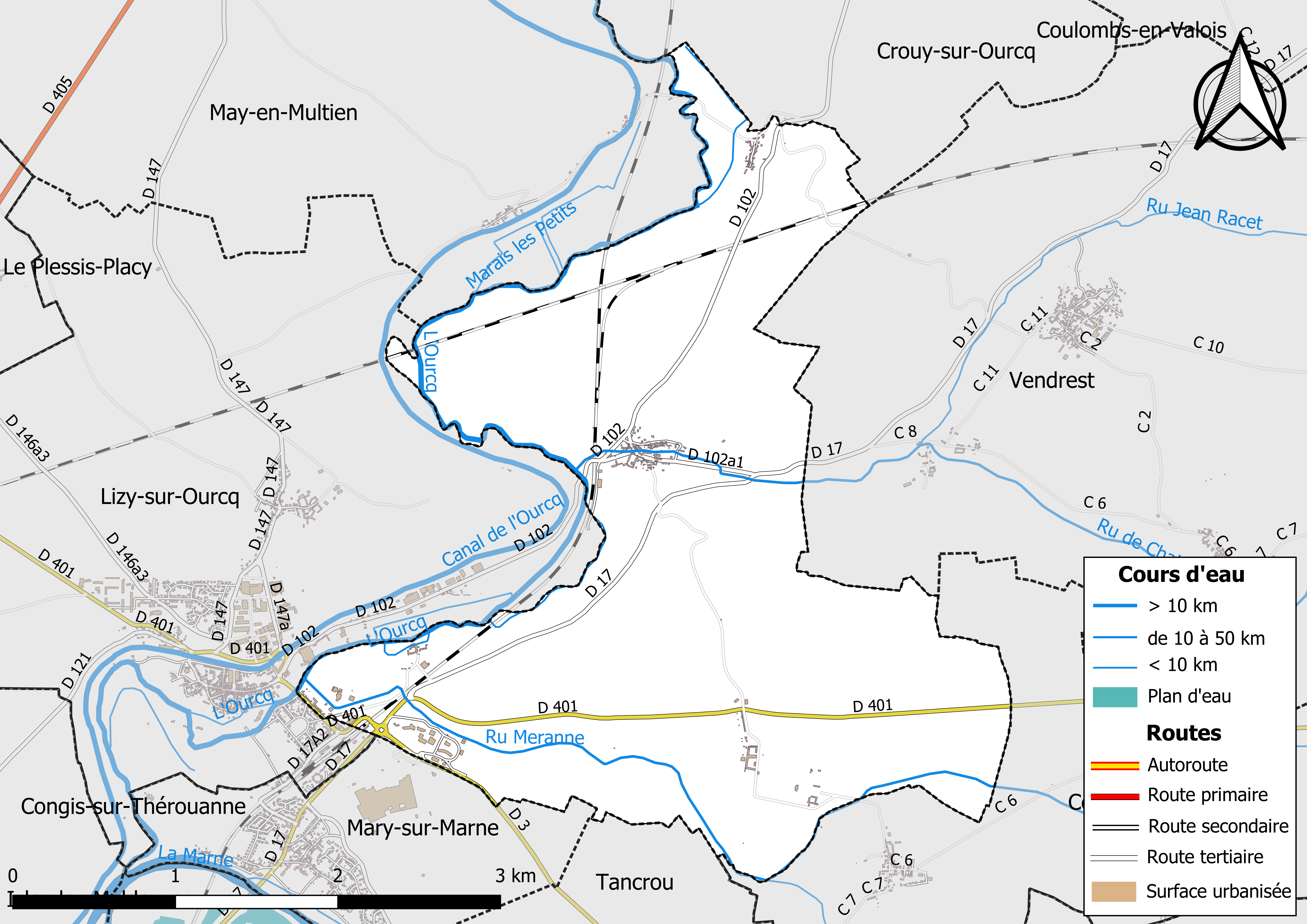
Carte des réseaux hydrographique et routier d'Ocquerre.

Le réseau hydrographique de la commune se compose de sept cours d'eau référencés :
- la rivière l'Ourcq, longue de 86,49 km[1], affluent de la Marne, ainsi que :
  - un bras de 0,43 km[2] ;
  - quatre de ses affluents[Note 1] : 
    - le ru de Chaton, long de 7,66 km[3] ;
    - le ru de Méranne, long de 6,24 km[4] ;
    - le fossé Boudou, cours d'eau naturel et canal de 1,27 km[5] ;
    - le cours d'eau 01 des Prés de Lury, 1,17 km[6] ;
- le ru de Sallucy , long de 1,36 km[7], conflue avec le ru de Méranne ;

La longueur totale des cours d'eau sur la commune est de 10,77 km.

### Climat
Pour des articles plus généraux, voir Climat de l'Île-de-France et Climat de Seine-et-Marne.
En 2010, le climat de la commune est de type climat océanique dégradé des plaines du Centre et du Nord, selon une étude du CNRS s'appuyant sur une série de données couvrant la période 1971-2000. En 2020, Météo-France publie une typologie des climats de la France métropolitaine dans laquelle la commune est exposée à un climat océanique altéré et est dans la région climatique Nord-est du bassin Parisien, caractérisée par un ensoleillement médiocre, une pluviométrie moyenne régulièrement répartie au cours de l’année et un hiver froid (3 °C).
Pour la période 1971-2000, la température annuelle moyenne est de 10,9 °C, avec une amplitude thermique annuelle de 14,8 °C. Le cumul annuel moyen de précipitations est de 731 mm, avec 11,1 jours de précipitations en janvier et 8,3 jours en juillet. Pour la période 1991-2020, la température moyenne annuelle observée sur la station météorologique la plus proche, située sur la commune de Changis-sur-Marne à 9 km à vol d'oiseau, est de 11,9 °C et le cumul annuel moyen de précipitations est de 710,1 mm,. Pour l'avenir, les paramètres climatiques de la commune estimés pour 2050 selon différents scénarios d'émission de gaz à effet de serre sont consultables sur un site dédié publié par Météo-France en novembre 2022.

### Milieux naturels et biodiversité
L’inventaire des zones naturelles d'intérêt écologique, faunistique et floristique (ZNIEFF) a pour objectif de réaliser une couverture des zones les plus intéressantes sur le plan écologique, essentiellement dans la perspective d’améliorer la connaissance du patrimoine naturel national et de fournir aux différents décideurs un outil d’aide à la prise en compte de l’environnement dans l’aménagement du territoire.
Le territoire communal d'Ocquerre comprend une ZNIEFF de type 1,,, 
le « Grand Marais et Marais associés » (132,91 ha), couvrant 3 communes du département.
, et une ZNIEFF de type 2,, 
la « vallée de l'Ourcq » (1 434,36 ha), couvrant 4 communes du département.

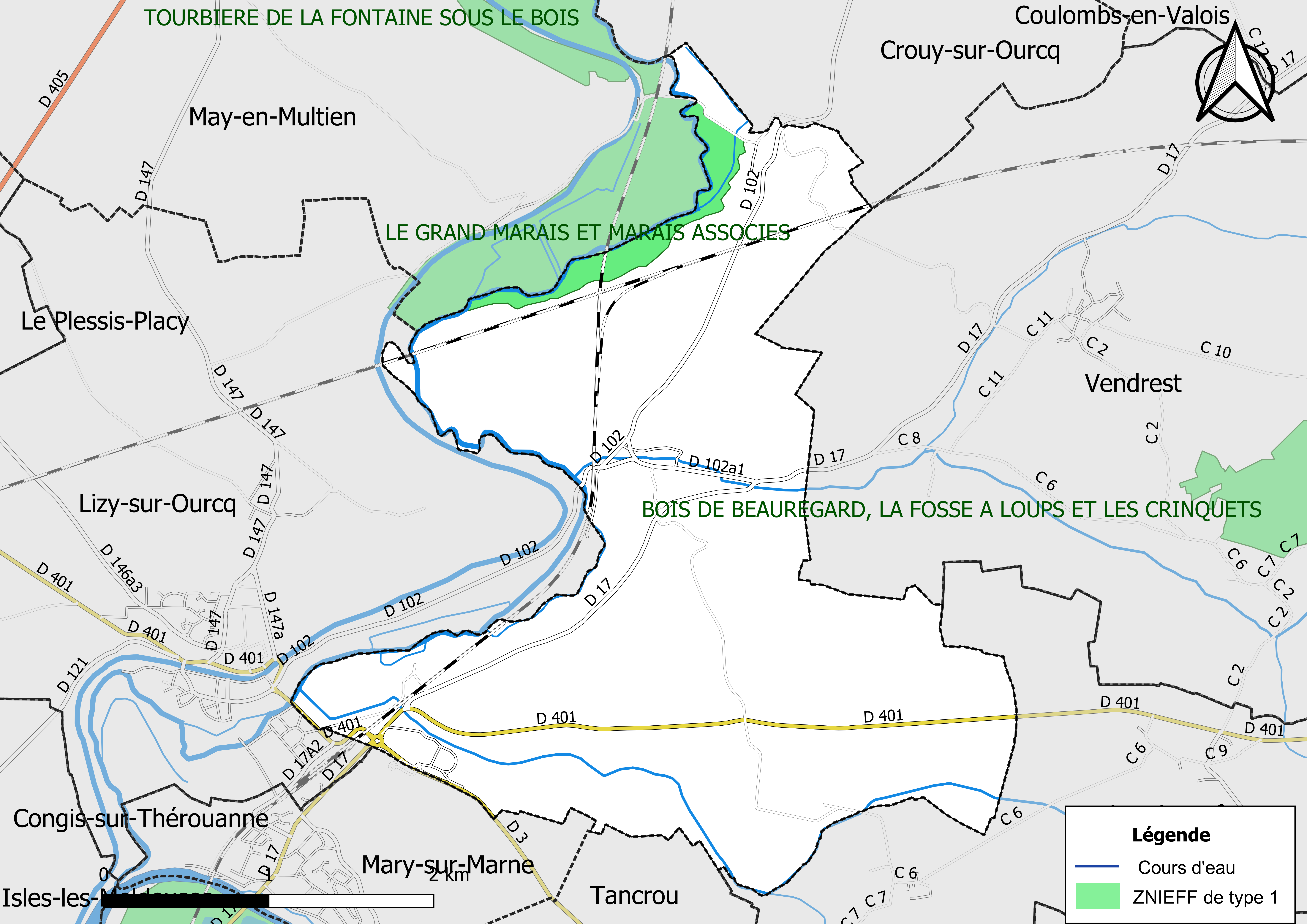
Carte des ZNIEFF de type 1 de la commune.
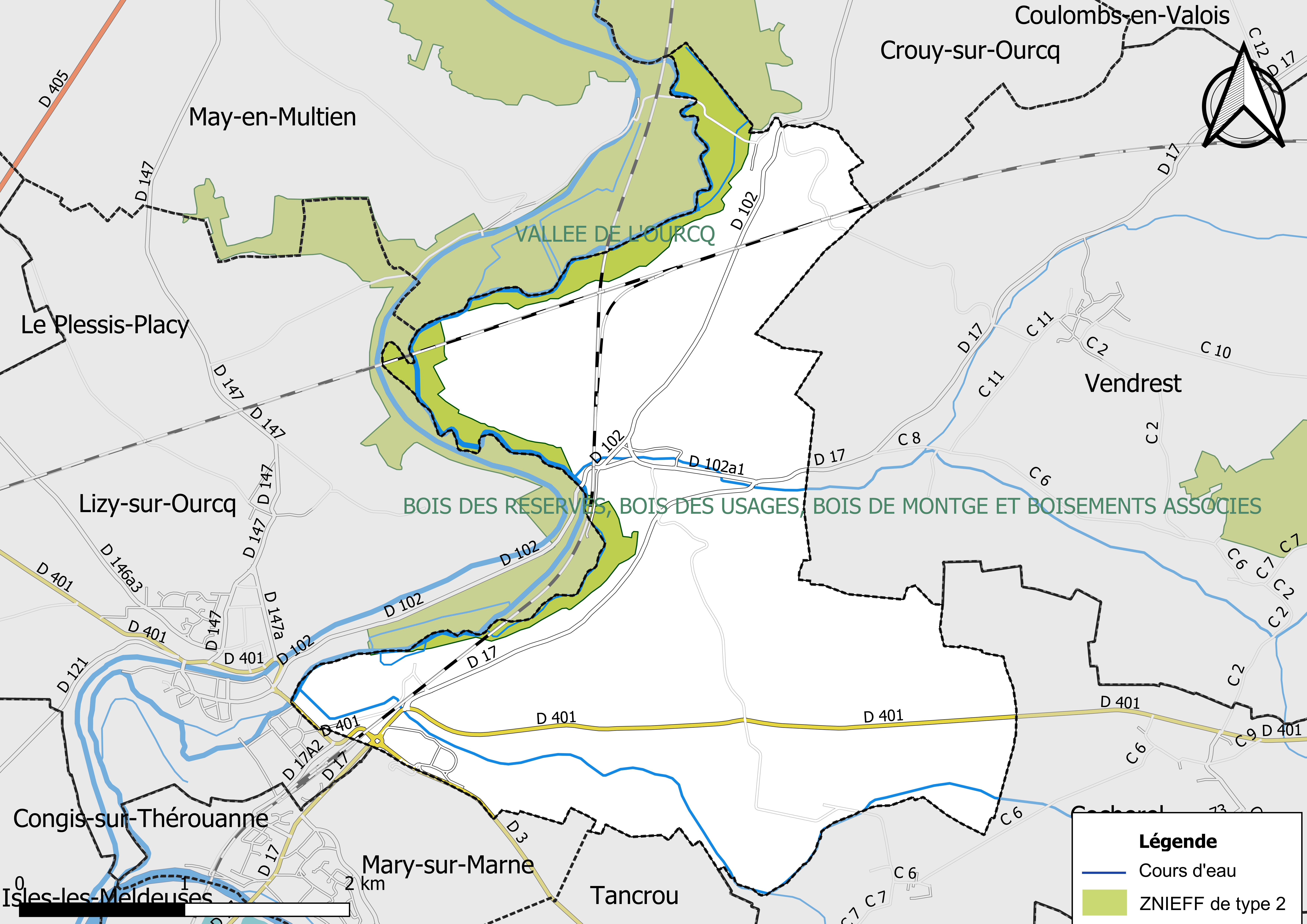
Carte des ZNIEFF de type 2 de la commune.

## Urbanisme

### Typologie
Au 1er janvier 2024, Ocquerre est catégorisée commune rurale à habitat dispersé, selon la nouvelle grille communale de densité à sept niveaux définie par l'Insee en 2022.
Elle est située hors unité urbaine. Par ailleurs la commune fait partie de l'aire d'attraction de Paris, dont elle est une commune de la couronne,. Cette aire regroupe 1 929 communes,.

### Lieux-dits et écarts
La commune compte 43 lieux-dits administratifs répertoriés consultables ici dont les plus importants sont Marnoue-les-Moines, Vieux Moulin, la Trousse (château).

### Occupation des sols
L'occupation des sols de la commune, telle qu'elle ressort de la base de données européenne d’occupation biophysique des sols Corine Land Cover (CLC), est marquée par l'importance des territoires agricoles (78,7 % en 2018), une proportion sensiblement équivalente à celle de 1990 (79,4 %). La répartition détaillée en 2018 est la suivante : 
terres arables (76,6% ), forêts (18,2% ), zones agricoles hétérogènes (2,1% ), zones industrielles ou commerciales et réseaux de communication (1,8% ), zones urbanisées (1,3 %).
Parallèlement, L'Institut Paris Région, agence d'urbanisme de la région Île-de-France, a mis en place un inventaire numérique de l'occupation du sol de l'Île-de-France, dénommé le MOS (Mode d'occupation du sol), actualisé régulièrement depuis sa première édition en 1982. Réalisé à partir de photos aériennes, le Mos distingue les espaces naturels, agricoles et forestiers mais aussi les espaces urbains (habitat, infrastructures, équipements, activités économiques, etc.) selon une classification pouvant aller jusqu'à 81 postes, différente de celle de Corine Land Cover,,. L'Institut met également à disposition des outils permettant de visualiser par photo aérienne l'évolution de l'occupation des sols de la commune entre 1949 et 2018.

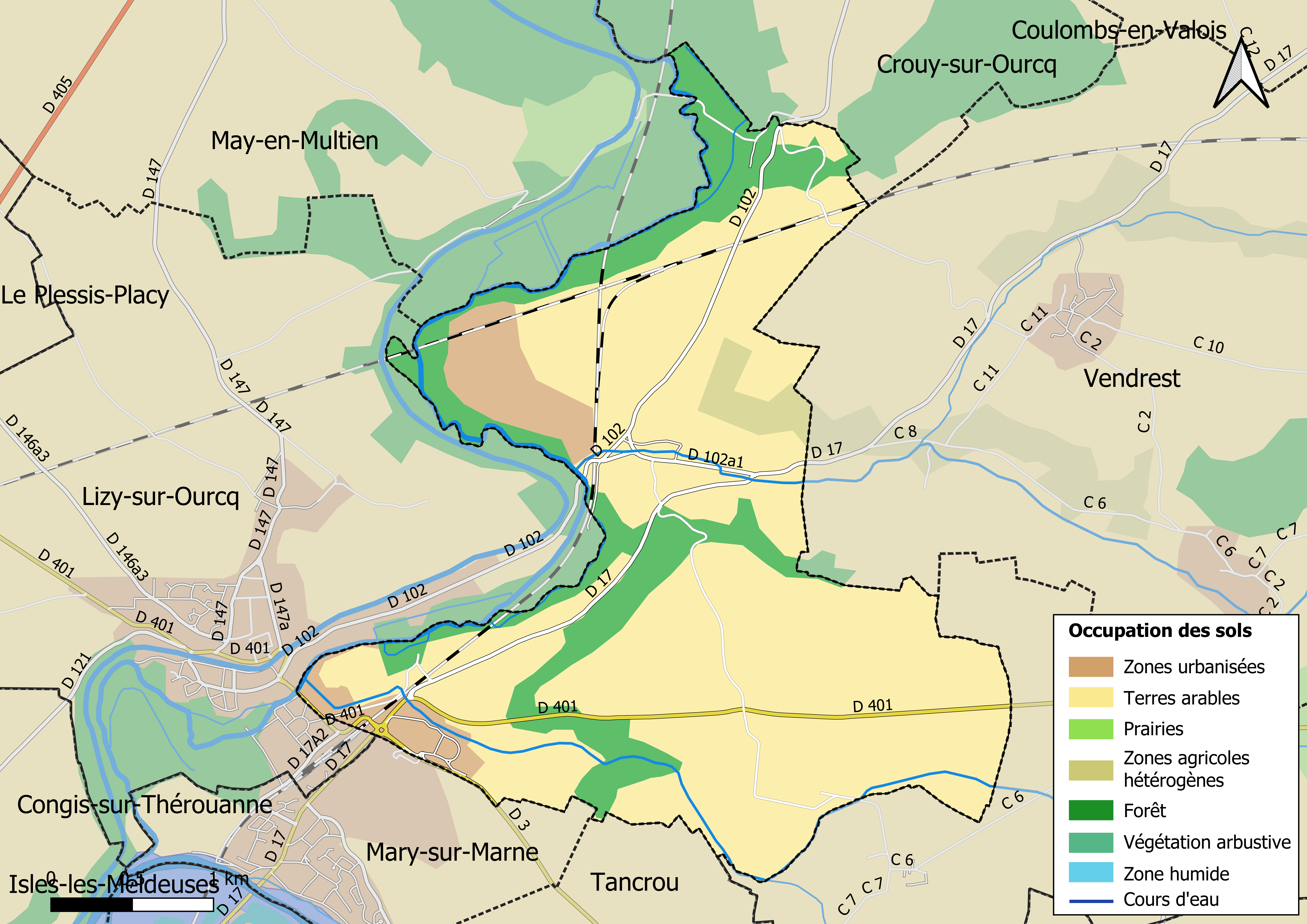
Carte des infrastructures et de l'occupation des sols en 2018 (CLC) de la commune.
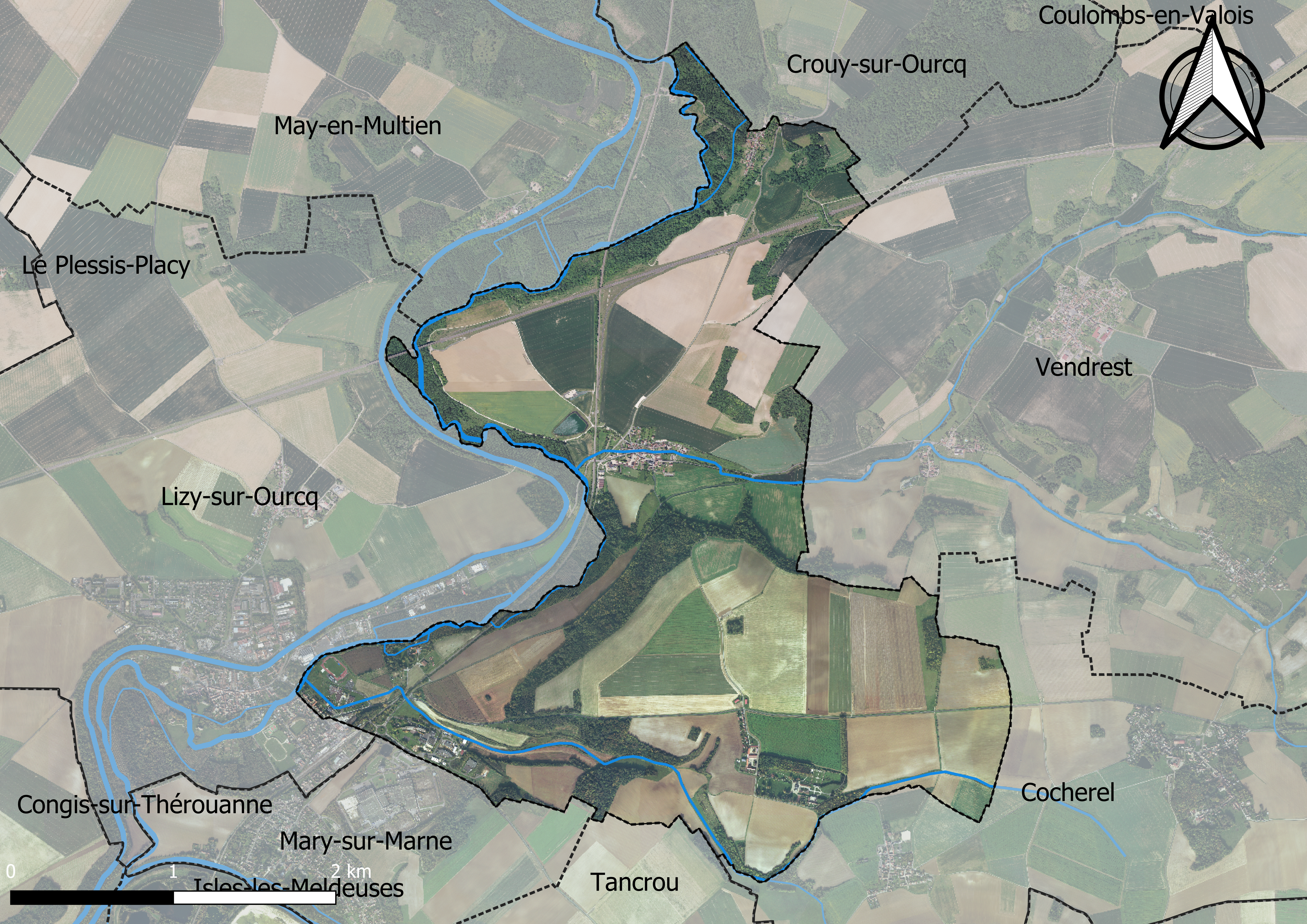
Carte orhophotogrammétrique de la commune.

### Planification
La loi SRU du 13 décembre 2000 a incité les communes à se regrouper au sein d’un établissement public, pour déterminer les partis d’aménagement de l’espace au sein d’un SCoT, un document d’orientation stratégique des politiques publiques à une grande échelle et à un horizon de 20 ans et s'imposant aux documents d'urbanisme locaux, les PLU (Plan local d'urbanisme). La commune est dans le territoire du SCOT Marne Ourcq, approuvé le 6 avril 2017 et porté par le syndicat mixte Marne-Ourcq regroupant 41 communes du Pays de l'Ourcq et du Pays Fertois.
La commune disposait en 2019 d'un plan local d'urbanisme en révision. Le zonage réglementaire et le règlement associé peuvent être consultés sur le Géoportail de l'urbanisme.

### Logement
En 2017, le nombre total de logements dans la commune était de 215 dont 77,1 % de maisons (maisons de ville, corps de ferme, pavillons, etc.) et 22,9 % d'appartements.
Parmi ces logements, 75,3 % étaient des résidences principales, 18,1 % des résidences secondaires et 6,7 % des logements vacants.
La part des ménages fiscaux propriétaires de leur résidence principale s'élevait à 67,8 % contre 28,2 % de locataires dont, 1,3 % de logements HLM loués vides (logements sociaux) et, 4 % logés gratuitement.

### Voies de communication et transports

#### Transports
La commune est desservie par des lignes du réseau de bus Meaux et Ourcq :
- No 40 (Ocquerre - Lizy-sur-Ourcq) ;
- No 41 (Vendrest - Lizy-sur-Ourcq) ;
- No 42 (Dhuisy - Lizy-sur-Ourcq) ;
- No 61 et 61 bis (Jaignes - Changis-sur-Marne).

## Toponymie
Le nom de la localité est mentionné sous les formes Oucorra en 1135 ; Ulcorra en 1136 ; Ouquerre en 1249 ; Oquerria en 1353 ; Onquerra en 1365 ; Auquerre en 1466 ; Auquoire en 1581 (connue par l'inscription sur l'ancienne cloche, en minuscules gothiques : « Je fus faicte pour Auquoire 1581. ») ; Ocquoire en 1621 ; Occoire en 1720.
De la racine hydronymique *ol. « Nous constatons, prouvée par de multiples exemples, en toponymie comme en hydronymie, l’équivalence des groupes sonores ol, or, ul, ur. Il n’est donc pas surprenant de trouver l'appellation, Ocquerre, déclinant de cette variation autour du thème *ol ». Ce toponyme dériverait d’un nom composé, avec le gaulois olca « champ fertile » et en seconde position duro, en latin durum, qui signifie « oppidum, forteresse, porte ». Duro est précédé d’un -ó- de liaison accentué qui a plus ou moins abouti à des terminaisons en -erre ou -eurre dans le Nord de la France. « Forteresse du champ fertile ».

## Histoire
En 1610, Nicolas IV Potier est seigneur d'Ocquerre.

## Politique et administration

### Liste des maires
| Période                                  | Période  | Identité        | Étiquette | Qualité     |
| ---------------------------------------- | -------- | --------------- | --------- | ----------- |
| Les données manquantes sont à compléter. |          |                 |           |             |
| mars 2001                                | 2008     | Claude courtier | UMP       |             |
| mars 2008                                | En cours | Bruno Gautier   |           | Agriculteur |

### Jumelages
La commune d'Ocquerre n'est jumelée avec autre commune à l'heure actuelle.

## Équipements et services

### Eau et assainissement
L’organisation de la distribution de l’eau potable, de la collecte et du traitement des eaux usées et pluviales relève des communes. La loi NOTRe de 2015 a accru le rôle des EPCI à fiscalité propre en leur transférant cette compétence. Ce transfert devait en principe être effectif au 1er janvier 2020, mais la loi Ferrand-Fesneau du 3 août 2018 a introduit la possibilité d’un report de ce transfert au 1er janvier 2026,.

#### Assainissement des eaux usées
En 2020, la gestion du service d'assainissement collectif de la commune d'Ocquerre est assurée par la communauté de communes du Pays de l'Ourcq (CCPO) pour la collecte, le transport et la dépollution. Ce service est géré en délégation par une entreprise privée, dont le contrat arrive à échéance le 29 février 2024,,.
L’assainissement non collectif (ANC) désigne les installations individuelles de traitement des eaux domestiques qui ne sont pas desservies par un réseau public de collecte des eaux usées et qui doivent en conséquence traiter elles-mêmes leurs eaux usées avant de les rejeter dans le milieu naturel. La communauté de communes du Pays de l'Ourcq (CCPO) assure pour le compte de la commune le service public d'assainissement non collectif (SPANC), qui a pour mission de vérifier la bonne exécution des travaux de réalisation et de réhabilitation, ainsi que le bon fonctionnement et l’entretien des installations,.

#### Eau potable
En 2020, l'alimentation en eau potable est assurée par la communauté de communes du Pays de l'Ourcq (CCPO) qui en a délégué la gestion à une entreprise privée, dont le contrat expire le 31 décembre 2023,.
Les nappes de Beauce et du Champigny sont classées en zone de répartition des eaux (ZRE), signifiant un déséquilibre entre les besoins en eau et la ressource disponible. Le changement climatique est susceptible d’aggraver ce déséquilibre. Ainsi afin de renforcer la garantie d’une distribution d’une eau de qualité en permanence sur le territoire du département, le troisième Plan départemental de l’eau signé, le 3 octobre 2017, contient un plan d’actions afin d’assurer avec priorisation la sécurisation de l’alimentation en eau potable des Seine-et-Marnais. A cette fin a été préparé et publié en décembre 2020 un schéma départemental d’alimentation en eau potable de secours dans lequel huit secteurs prioritaires sont définis. La commune fait partie du secteur CCPO.

## Population et société

### Démographie
L'évolution du nombre d'habitants est connue à travers les recensements de la population effectués dans la commune depuis 1793. Pour les communes de moins de 10 000 habitants, une enquête de recensement portant sur toute la population est réalisée tous les cinq ans, les populations de référence des années intermédiaires étant quant à elles estimées par interpolation ou extrapolation. Pour la commune, le premier recensement exhaustif entrant dans le cadre du nouveau dispositif a été réalisé en 2004.

En 2022, la commune comptait 376 habitants, en évolution de −17,9 % par rapport à 2016 (Seine-et-Marne : +3,92 %, France hors Mayotte : +2,11 %).
| 1793 | 1800 | 1806 | 1821 | 1831 | 1836 | 1841 | 1846 | 1851 |
| ---- | ---- | ---- | ---- | ---- | ---- | ---- | ---- | ---- |
| 303  | 247  | 265  | 299  | 316  | 281  | 302  | 308  | 287  |

| 1856 | 1861 | 1866 | 1872 | 1876 | 1881 | 1886 | 1891 | 1896 |
| ---- | ---- | ---- | ---- | ---- | ---- | ---- | ---- | ---- |
| 267  | 260  | 266  | 327  | 320  | 317  | 332  | 299  | 311  |

| 1901 | 1906 | 1911 | 1921 | 1926 | 1931 | 1936 | 1946 | 1954 |
| ---- | ---- | ---- | ---- | ---- | ---- | ---- | ---- | ---- |
| 360  | 351  | 355  | 271  | 337  | 361  | 322  | 322  | 317  |

| 1962 | 1968 | 1975 | 1982 | 1990 | 1999 | 2004 | 2006 | 2009 |
| ---- | ---- | ---- | ---- | ---- | ---- | ---- | ---- | ---- |
| 291  | 289  | 270  | 247  | 284  | 307  | 362  | 367  | 408  |

| 2014 | 2019 | 2022 | - | - | - | - | - | - |
| ---- | ---- | ---- | - | - | - | - | - | - |
| 448  | 392  | 376  | - | - | - | - | - | - |

## Économie

### Revenus de la population et fiscalité
En 2017, le nombre de ménages fiscaux de la commune était de 138, représentant 367 personnes et la  médiane du revenu disponible par unité de consommation  de 23 110 euros.

### Emploi
En 2016 , le nombre total d’emplois dans la zone était de 26, occupant 188 actifs  résidants.
Le taux d'activité de la population (actifs ayant un emploi) âgée de 15 à 64 ans s'élevait à 71,4 % contre un taux de chômage de 4,9 %. 
Les 23,6 % d’inactifs se répartissent de la façon suivante : 14 % d’étudiants et stagiaires non rémunérés, 5,4 % de retraités ou préretraités et 4,2 % pour les autres inactifs.

### Secteurs d'activité

#### Entreprises et commerces
En 2018, le nombre d'établissements actifs était de 16 dont 2 dans la construction, 7 dans le commerce de gros et de détail, transports, hébergement et restauration, 1 dans les activités financières et d'assurance, 4 dans les activités spécialisées, scientifiques et techniques et activités de services administratifs et de soutien, 1 dans l’administration publique, enseignement, santé humaine et action sociale et 1  était relatif aux autres activités de services.
En 2019, 6 entreprises ont été créées sur le territoire de la commune, dont 4 individuelles.
Au 1er janvier 2020, la commune disposait de 21 chambres d’hôtels dans un établissement et ne possédait aucun terrain de  camping.
- ZAC de Grandchamp.

#### Agriculture
Ocquerre est dans la petite région agricole dénommée les « Vallées de la Marne et du Morin », couvrant les vallées des deux rivières, en limite de la Brie. En 2010, l'orientation technico-économique de l'agriculture sur la commune est la culture de céréales et d'oléoprotéagineux (COP).
Si la productivité agricole de la Seine-et-Marne se situe dans le peloton de tête des départements français, le département enregistre un double phénomène de disparition des terres cultivables (près de 2 000 ha par an dans les années 1980, moins dans les années 2000) et de réduction d'environ 30 % du nombre d'agriculteurs dans les années 2010. Cette tendance se retrouve au niveau de la commune où le nombre d’exploitations est passé de 9 en 1988 à 5 en 2010. Parallèlement, la taille de ces exploitations augmente, passant de 96 ha en 1988 à 196 ha en 2010.
Le tableau ci-dessous présente les principales caractéristiques des exploitations agricoles d'Ocquerre, observées sur une période de 22 ans : 
|                                      | 1988 | 2000 | 2010 |
| ------------------------------------ | ---- | ---- | ---- |
| Dimension économique,                |      |      |      |
| Nombre d’exploitations (u)           | 9    | 5    | 5    |
| Travail (UTA)                        | 17   | 10   | 10   |
| Surface agricole utilisée (ha)       | 867  | 872  | 978  |
| Cultures                             |      |      |      |
| Terres labourables (ha)              | 838  | 866  | 965  |
| Céréales (ha)                        | 558  | 532  | 577  |
| dont blé tendre (ha)                 | 348  | 382  | 396  |
| dont maïs-grain et maïs-semence (ha) | 119  | 89   | 89   |
| Tournesol (ha)                       | 52   |      |      |
| Colza et navette (ha)                | 61   | s    | 156  |
| Élevage                              |      |      |      |
| Cheptel (UGBTA)                      | 133  | 115  | 47   |

## Culture locale et patrimoine

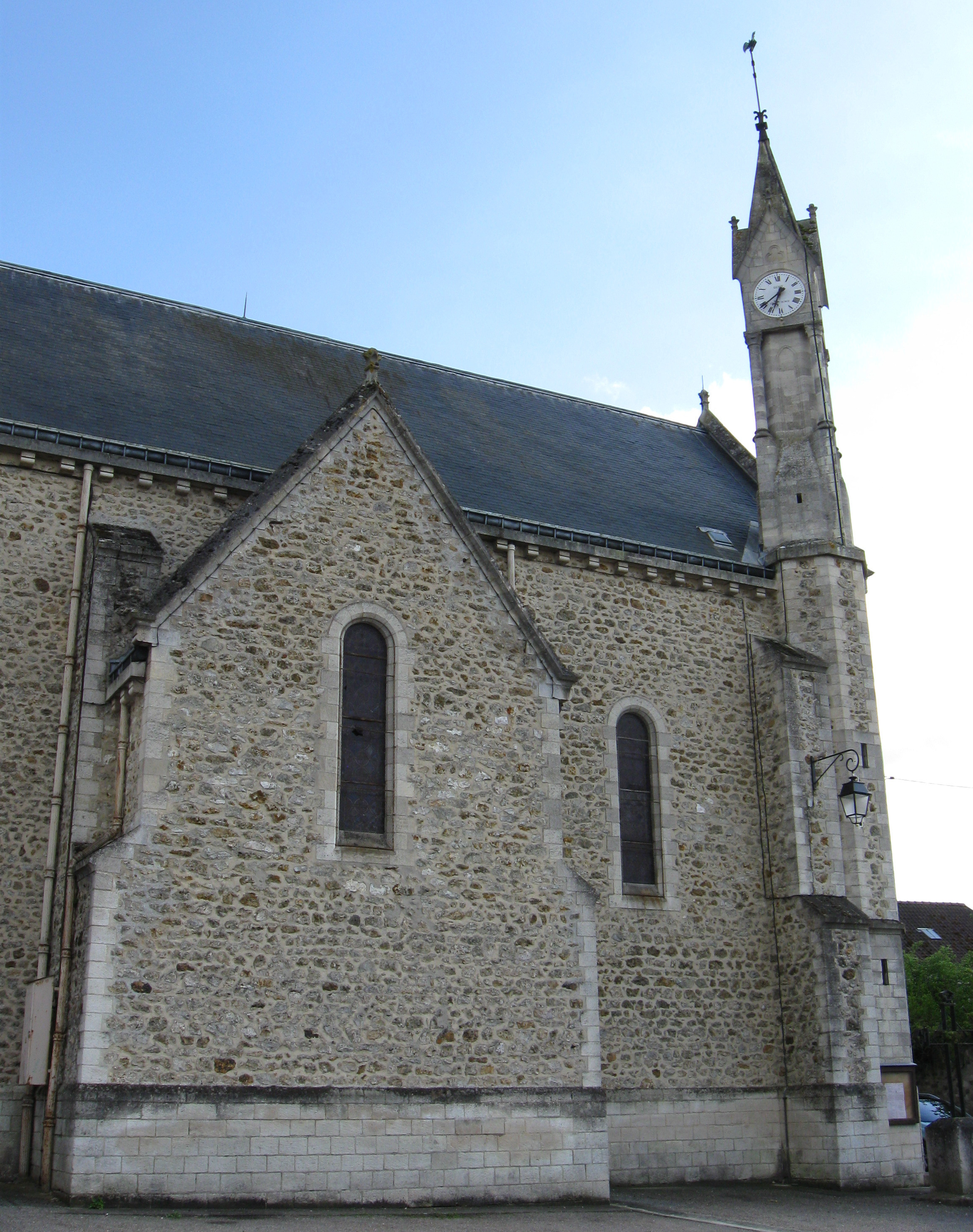
L'église Saint-Étienne.

### Lieux et monuments
Il y a quatre monuments à découvrir à Ocquerre :
- l'église Saint-Étienne, restaurée au (XVIIe siècle) ;
- le château de la Trousse (XVIIe siècle)-(XIXe siècle) ;
- la ferme dite aux Trois Cheminées, demeure Renaissance, ancien rendez-vous de chasse à l'époque d'Henri IV, inscrite au titre des monuments historiques[60] ;
- le viaduc de l'Ourcq de la LGV Est européenne ( PK 36,8 ).

### Personnalités liées à la commune
- Nicolas IV Potier, seigneur d'Ocquerre (?-1628).
- André de Limairac (1806-1876), homme politique né au château de Latrousse, à Ocquerre, député de la Haute-Garonne, puis sénateur.